# Vivo Rio

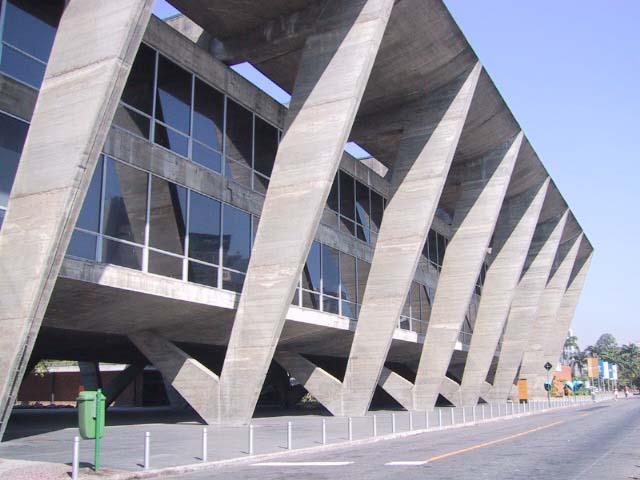
El Vivo Rio está ubicado junto al Museo de Arte Moderno (en la foto)

El Vivo Rio es una casa de espectáculos ubicada en el parque Brigadier Eduardo Gomes de Río de Janeiro (Brasil). Está anexado al Museo de Arte Moderno de la ciudad y fue inaugurado en noviembre de 2006.

## Historia
El Vivo Rio fue creado por una sociedad entre el Grupo Tom Brasil y la compañía de telefonía móvil Vivo. El costo de la obra fue estimado en 25 000 000 R$ y fue la conclusión del proyecto arquitectónico de Affonso Eduardo Reidy, en la década de 1950, junto al Museo de Arte Moderno de Río de Janeiro.
La inauguración del recinto se hizo el 10 de noviembre de 2006, con parte de su estructura aún por ser montada. Gilberto Gil fue el primer artista en hacer una presentación, teniendo la participación especial de Maria Rita, Adriana Calcanhoto y Sandy & Júnior en su concierto.

## Estructura
Con capacidad para 4000 personas, divididas entre la cancha (de 3000 m²), los camarotes y las suites exclusivas, el recinto recibe conciertos de música nacional y extranjera, y espectáculos de teatro, danza y premiaciones.
Cercano al Aeropuerto Santos Dumont, el Vivo Rio posee locales de comida rápida y american bar, con garzones en todos los sectores y estacionamiento propio. Su dirección es avenida Infante Dom Henrique, 85, en el área del Aterro do Flamengo.